# Friedrich Wilhelm Heinrich Culemann
Friedrich Wilhelm Heinrich Culemann (* 1758 in Berlin; † 13. November 1824 in Bunzlau, Provinz Schlesien) war ein deutscher Jurist und Bürgermeister.

## Leben
Friedrich Wilhelm Heinrich Culemann war der Sohn von Friedrich Wilhelm Culemann (* um 1710 in Minden; † 4. März 1760, abweichend 5. Mai 1760), Finanzrat im General-Ober-Finanz-Kriegs- und Domainen-Direktorium und dessen Ehefrau Henriette Wilhelmine, geb. von Bachmann aus Kleve.
Sein Onkel war der Mindener Regierungspräsident Rudolph Culemann (1705–1771).
Friedrich Wilhelm Heinrich Culemann besuchte in Berlin das Gymnasium und studierte in der Zeit vom 8. Mai 1776 bis zum Herbst 1778 Rechtswissenschaften an der Universität Halle und hörte Vorlesungen bei Daniel Nettelbladt, Johann Christian Woltaer und Ernst Christian Westphal.
Am 23. Oktober 1778 wandte sich seine Mutter schriftlich an den Großkanzler Karl Abraham von Zedlitz und brachte persönliche Umstände vor, in denen sie darauf drang, dass ihr Sohn aus erster Ehe als Referendar beim Kammergericht eingestellt werden möge. Am 25. Oktober 1778 legte Friedrich Wilhelm Heinrich Culemann ein eigenes Gesuch vor und berief sich darin auf ein Zeugnis des mit ihm verwandten Tribunalrat Johann Koenen (1727–1805), der ihn nach der Rückkehr aus Halle geprüft habe. Am 17. März 1779 bestand er die erste Prüfung vor der Examenskommission und wurde mit Reskript vom 21. März 1779 als Referendar eingestellt, gab diese Karriere jedoch bereits kurz danach wieder auf und wurde Justiz-Amtmann im Distrikt Ragnit mit Sitz in Tilsit. Am 4. Juli 1787 wurde er Kreisjustizrat im ostpreußischen Lyck und seit Mai 1789 war er in gleicher Funktion als Nachfolger für Wilhelm Ludwig Bauer (1753–1812) in Angerburg tätig.
Am 9. Juni 1790 bat er um die Zulassung zum großen Examen, weil er seine bisherige Laufbahn verlassen und Mitglied eines Landeskollegiums werden wollte. Er bestand am 7. Januar 1791 das Rigorosum erfolgreich und wurde mit Reskript vom 17. Januar 1791 als Assessor cum voto (mit Stimme) zur Regierung nach Königsberg versetzt, musste aber bis zur Übergabe seiner Amtsgeschäfte in Angerburg verbleiben. Am 31. März 1792 wurde er zum Hofgerichtsrat in Insterburg befördert. Seine Ernennung zum Regierungsrat in Königsberg erfolgte am 21. April 1793, somit rückte er für Heinrich XLIV. Reuß zu Köstritz (1756–1833) in das Kollegium nach, der nach Südpreußen versetzt worden war. Ende 1806 erfolgte erst seine Versetzung zum Königsberger Oberlandesgericht und 1809 als Kreisjustizrat nach Preußisch Eylau. Von da aus erfolgte 1810 seine weitere Versetzung als Justizdirektor nach Bunzlau, dort wurde er dann auch 1813 Bürgermeister.
Als er verstarb, war er inzwischen Oberlandesgerichtsrat und Direktor des Land- und Stadtgerichtes in Bunzlau geworden.
Friedrich Wilhelm Heinrich Culemann war verheiratet mit einer geborenen Schumann und hatte mit ihr fünf Kinder:
- Ferdinand Culemann, Landgerichtsrat in Posen;
- Emilie Culemann;
- Adelaide Culemann;
- Aurora Culemann;
- Laura Culemann.